# ヨルタモリ
『ヨルタモリ』（英称：YORUTAMORI）は、フジテレビ系列で2014年10月19日から2015年9月20日まで毎週日曜日 23:15 - 23:45（JST）に放送されていた日本のトークバラエティ番組。タモリの冠番組。ステレオ放送、字幕放送を実施。

## 概要
2001年4月から13年半続いた音楽バラエティ番組『新堂本兄弟』の後番組として、10年ぶりの日曜23時台の新番組として放送が開始された。
東京の右半分、湯島辺り にある、毎週日曜日だけ開店する、とあるバー「WHITE RAINBOW」に「タモリによく似た客がいる」という噂を知る個性豊かな著名人らが訪れ、タモリ（お笑いタレント）・宮沢りえ（女優）・常連客らとお酒を交わしながらトークを展開する。また、バー「WHITE RAINBOW」内には多数の楽器が用意されており、常連客・ゲストと即興セッションを行う展開もよく見られた。
メイン司会のタモリは、2014年3月31日に放送が終了した長寿帯バラエティ番組『森田一義アワー 笑っていいとも!』（1982年10月4日放送開始）以来半年ぶりにフジテレビでのレギュラー番組を務める。『笑っていいとも!』の放送末期のスタッフも本番組に関わっている。フジテレビ系列23時台にレギュラー番組を持つのは、教養・バラエティ番組『タモリのジャポニカロゴス』（2008年9月9日放送終了）以来6年ぶりのことである。
アシスタントの宮沢りえ（バー「WHITE RAINBOW」のママ）は、バラエティ番組のレギュラー出演と司会・進行は初挑戦となる。宮沢は『笑っていいとも!』のトークコーナー「テレフォンショッキング」に過去8回登場し、2014年2月に共演した際に「タモリと宮沢が何度かバーで遭遇した」というエピソードを披露したことがある。
番組タイトル名には「夜のタモリの番組」という意味合いの他、「タモリがバーに立ち寄る」、「タモリに会いに行くべく著名人がその店に立ち寄る」などの意味も含まれている。番組タイトル名が常に画面左上、「BAR WHITE RAINBOW」が常に画面右下に表示されている。
テロップ演出については、出演者の発言内容をなぞるテロップは表示しないが、トーク内容を説明したり、ツッコミを入れるテロップが画面右側に表示される。
平均視聴率は、6 - 8%台（ビデオリサーチ調べ、関東地区・世帯、以下略）を維持、初回放送6.6%、第2回8.1%、第3回10.0%、第10回11.4%と右肩上がりを記録した が、タモリ・出演者・スタッフらの「1年間だけ」という意向により、当初の予定通り、2015年9月20日をもって放送が終了した。最終回の視聴率は10.6%（ビデオリサーチ調べ、関東地区・世帯）と2桁台で有終の美を飾った。
当番組終了後、当番組と類似した歌手の福山雅治が司会を務めるトーク・バラエティ番組『ウタフクヤマ』が2015年10月4日・11日の同時間帯に放送された。当番組のスタッフ陣が携わって制作された。

## 出演者

### 主要出演者
- タモリ

オープニング映像では「タモリ」としてクレジットされるが、基本的に番組内では「タモリ」ではなく「WHITE RAINBOW」を訪れる架空客という設定で、宮沢・ゲスト・常連客とともにトークを展開する。いずれのキャラクターも「コント中は席を立つ（初期のみ）」「最終の交通機関 の発車・搭乗締切時間が近づくと慌てて帰り、飲み代はツケにしてもらう」ことが共通している。タモリはトークの合間に流れるショートコントも担当する（宮沢りえのショートコント『連続 怒ラマ』を除く）が、これも別人格として演じる。2015年9月20日放送の最終回では架空のキャラクターではなく「タモリ本人」として初来店した。
| キャラクター | 出演回                                                                                                 | 人物の詳細 |
| ------------ | --- | --- |
| 阪口         | 第1 - 3回                                                                                              | - 大阪の『阪口工務店』の社長。本名は、阪口政治（まさはる）。 - 第1回には年の若い弟も登場した。 - 第18回に回想シーンで登場している。 |
| 吉原         | 第4 - 10回、12回、15回、17回、19回、21回 - 25回、28回、30回、32回、34回、35回、37回 - 39回、42回、43回 | - 岩手県・一関市のジャズ喫茶のマスター。 - モデルはタモリが早稲田大学在学中に所属していた、モダンジャズ研究会の先輩・菅原正二である。 - 当初はオールバックで金髪だったが、途中で髪を染め、髭を生やしたスタイルにイメージチェンジしている。 - 飲み代のツケ代わりにオリジナル料理（さばサンド・アジ（マリネ）サンド）を作成。そのまま店のメニューとなった。 - 39回では不在のママの代わりに、飲み代のツケ返済目的も兼ね、雇われマスターとして進行を担当した。 |
| 高瀬川       | 第11回、13回、14回、16回、18回                                                                         | - 吉原の友人で徳島県でヨット関連の仕事をしている。 - 日焼けで顔は黒く、枯れたような声を出す。 - 吉原と同じくオリジナル料理の「豆腐丼」を作成。 |
| 近藤         | 第20回、26回、27回、29回、31回、33回、36回、40回                                                       | - 建築家で関西の出身。しゃがれた低い声を出す。黒々としたベレー帽のような毛髪が特徴。 - 上記のプロフィールは安藤忠雄と全く同じである。本名は、近藤忠臣（ただおみ）。 - 吉原や高瀬川同様、オリジナル料理の「西洋風卵かけご飯」を作成。 |

- 宮沢りえ（女優）

バー「WHITE RAINBOW」のママ。タモリ・ゲスト・常連客とともにトークを展開しながら実質的な司会・進行を行う。別人格を装うタモリと異なり、本人役として出演している。番組内の語りも担当しており、（別人格ではない）タモリさんにこの店に来てもらうのが夢であると語っており、その夢は最終回で実現することとなる。
生まれ変われるならロックスターになりたくて、日本武道館で「I love you! TOKYO!」と叫ぶことである。語りも担当しており、エンディングでは「I love you! TOKYO!」で締めている。
福山雅治の回のみ、女優業で海外へ行っていたため収録は欠席となった。
甲本ヒロトの回では、ザ・ブルーハーツのファンだったこともあり、みなでリンダリンダの演奏の際には涙ぐむ場面が見られた。
放送の時点でスタジオ未収録であったマツコ・デラックス、篠原涼子の放送回は、次回予告紹介VTRがなく、宣材写真のみの形で紹介された。
- 猫（声：リリー・フランキー）

バー「WHITE RAINBOW」が出来る前から住み着いてる猫。名前がないわけではない。第41回の未公開集では、宮沢の代わりに語りを担当。「I love you TOKYO!」で締めた。一人称は「吾輩」。

### ご近所さん
「WHITE RAINBOW」のご近所さん（放送回によっては、レギュラー出演している能町の飲み友達として紹介される場合もある）の名目で、常連客として、タモリ・宮沢（りえ）・ゲストとともにトークを行う。能町のみ毎回、レギュラー出演しており、基本的には、能町とミュージシャン1名のあわせて2名が出演する（場合によってはミュージシャンが2名になる回もあり、この場合は能町とあわせて3名となる）。能町はトークや後述するコントでの指摘（ツッコミ役）などを行い、ミュージシャンはゲストと共に即興でセッションを行うことが多い（ただし、U-zhaanのように、コントでの解説を行うケースもある）。
- 能町みね子（エッセイスト）[注 9]
- 大友良英（音楽家）[注 10]
- 宮沢章夫（劇作家）[注 11]
- U-zhaan（タブラ奏者）[注 12]
- 沖仁（フラメンコギター奏者）[注 13]
- 伊藤ゴロー（ボサノヴァギタリスト）[注 14]
- 小室哲哉（音楽家）[注 15]
- 市川紗椰（モデル）[注 16]
- ヒャダイン（音楽家）[注 17]
- 高橋幸宏（音楽家）[注 18]
- リリー・フランキー[注 19]

## 主なミニコーナー

### ショートコント
番組放送内の中盤では、途中で「WHITE RAINBOWの世界の中（=湯島ローカル）で放送されているテレビ番組」という設定で、タモリもしくは宮沢りえによるショートコントが毎回、1〜3本（たいていは2本が多い）放送される。各ショートコント時には、店内でタモリが扮しているキャラクターが、携帯電話がかかってきたなどと言って店外に退出したり、トイレに行っている間に放送するという形式で、見逃してしまうという設定が初期にあったが、後に他の出演者と一緒に番組を観るようになった。

#### タモリによるショートコント
タモリ往年の「密室芸」である「外国語芸」「モノマネ芸」「中洲産業大学教授」「生物の形態模写」「音楽企画」「テレビ番組のパロディ企画」などが取り入れられている。また、タモリがメイン司会を務める深夜バラエティ番組『タモリ倶楽部』（テレビ朝日系列）で多く行われる鉄道絡みの企画も取り入れられている。番組の目論見として、かつての芸人色を出してもらうべく構成された番組であり、同じくタモリがメイン司会を務めていた『今夜は最高!』（日本テレビ系列）、『ジャングルTV 〜タモリの法則〜』（MBS制作・TBS系列）を彷彿とさせるような歌とコントを融合した笑いを提供していた。
世界音楽旅行・紀行
本物のミュージシャン（ゲスト）の演奏をバックに、外国人歌手に扮したタモリが諸国の言葉らしく即興で歌い上げる。
○○どっきり㊙報告
タモリが虫や生き物に扮し、演じている対象へドッキリをかけられたというシチュエーションで1人コントを行う。かつてフジテレビ系列の特別番組として放送されていた『スターどっきり㊙報告』のパロディ企画。タイトル名やBGMなどの基本演出は共通している。
国文学者・李澤京平教授による講義
国文学者・李澤京平（すももざわ・きょうへい）教授に扮するタモリが、百人一首で取り上げられた和歌のパロディを題材に解釈の説明を行う。セットや内容は放送大学に似ている。オープニングとエンディングには、アルバム「タモリ」「タモリ2」に収録された「教養講座」の講師紹介でも使われたBGMが流れる。ナレーターは佐々木恭子（フジテレビアナウンサー）。李澤教授は冒頭・終盤では声がぼそぼそとしていて聞き取りにくい一方、話が盛り上がると声が高くなったり、板書で解説する（しかも、チョークを持たない左手の動きが怪しく、宮沢や能町に指摘される）特徴がある。
第37回のみ、「日本文学講座」として漢字に関する講座を行った。
ご近所さんとしてU-zhaanが出演している場合は、U-zhaanが百人一首に詳しいため、元ネタとなった和歌と歌人の名前がそこで披露される。U-zhaanによると、パロディとはいえ所々で歌人にまつわる史実どおりの解説があり、（パロディと史実が混ざっていて）混同するとも語っている。
超スーパーニュース（SUPER SUPER NEWS）
2015年3月まで放送されていた同局の報道番組『FNNスーパーニュース』のパロディ企画。衝撃映像を主に放送する。過去には、危険ヘリウムを吸引した直後、自動車の運転を行い、検問で架空人物 自営業の中島敦容疑者（31歳）扮するタモリが警察官に逮捕される現場が放送されたり、TAMORI細胞（万能細胞）発見の報道が放送されたりした。キャスターは川辺小都子、倉田大誠、塩原恒夫（フジテレビアナウンサー）が伝える。
World Shopping Show（ワールドショッピングショー）
テレビショッピングの外国人紹介者に扮するタモリが、世の中に役に立たない、実用的でない商品を面白く紹介する。イタリア人風であり、毎回「Ciao」と挨拶し、背景にはピサの斜塔やコロッセオの絵が飾られている。
当初はアメリカ人風の男女ペアが最初に前振りで登場してからイタリア人風のタモリのVTRに映っていた が、後にイタリア人風のタモリのみが登場するようになった。
日本の車窓から
鉄道系企画第1弾。『世界の車窓から』（テレビ朝日系列）のパロディ企画。日本の鉄道の車窓風景を、石丸謙二郎風にタモリがナレーターをつとめる。取り上げる路線は全て地下鉄であり、毎回地上駅から発車し、すぐに地下区間に入ってしまう。真っ暗な状態の車窓を映し出しながら、タモリがもっともらしいうんちくを傾けていると、電車が次の駅のホームに到着しコーナーが締めくくられる。
鉄道車両による擬似競馬中継
鉄道系企画第2弾。競馬中継を新幹線や在来線の旅客・貨物列車に置き換え、どの車両があらかじめ決められた方向からゴール地点に逸早く通過するかを、タモリ扮するGI50勝・与野記念10連覇・北区赤羽スプリントレコードホルダーの元騎手 岡山田豊（解説者）が予想や解説をする。決められた方向以外から通過した場合は「逆走」扱いでゴールとは認められない。タイトル名は毎回変わるが、いずれのレースも5頭立てで行われる。第43回は大井競馬場風に「トゥインクルレース」としてナイター競馬として開催され、格付けも「GI」ではなく、大井などで開催される地方交流重賞の「JpnIII」 としたが、何故かファンファーレはJRAの関東G1仕様のまま差し替えは行われていない。実況担当は塩原恒夫（フジテレビアナウンサー、競馬中継実況担当）。
不定期であるが、タモリ扮するキャラ（騎手に扮した運転手）による勝利インタビューが放送される。
電車を競走馬に見立て、パドック解説風に特に見栄えのいい列車を1つ推奨し、その列車が所属している車両基地を「○○厩舎」と表記する。また、新幹線や貨物列車など編成両数の多い車両に対し「馬体が長い」、人を乗せていない回送列車に対し「（斤量が）軽い」などと例える。
吉原もこのレースに詳しいらしく、馬券は渋谷や汐留などでは販売しておらず、非合法な販売方法で取引されているとのことらしい。
なお、過去にこの企画とほぼ同様のものとして、『タモリ倶楽部』（テレビ朝日系列）で2005年11月18日・25日に放送された「埼京線ダービー」がある。
東京湯島クリニック
本番組のスポンサーである上野クリニックのパロディ企画。第10回の放映時には、通常では後半の辺りに本家のCMが放映されているが、この放送回に限り、番組オープニング後に本家が放映されこのパロディーCMが放映された。なお、タモリ以外のダンサー2人は、本家のCMにも出演している。
クローズアップしすぎ現代 → 湯島テレビスペシャル
『クローズアップ現代』（NHKテレビ）のパロディ企画。心理学者の野々村修准教授（聖フェノロチオ女子大学）に扮するタモリが、あらゆる行動について心理学の観点から解説する。スタジオセットも、本家NHKのものを真似て作ってある。毎回、行動に関する街頭調査の結果を円グラフで解説するが、合計するとなぜか100%を超えてしまい、それを見ているメンバーが指摘する。また、解決策は「無視する」など実質解決になっていないコメントで締めるのがお約束。進行は佐藤里佳（フジテレビアナウンサー）。
第31回の放送では、構成・出演者は同じながらパロディの元ネタが『NHKスペシャル』に変更。セットも変わり、野々村氏は准教授から教授に昇進した。タモリに関しては本家にも出演したことがある。
素人さん大集合!ものまね王座決定戦
『ものまね王座決定戦』（厳密には、素人参加なので『発表!日本ものまね大賞』）のパロディ企画。ものまねが得意な素人で、新潟県燕三条市役所の公務員である吉村勇に扮するタモリが、実在しない有名人（政治家、スポーツ選手など）のものまねを披露する。また、実在しない有名人を使った「もしもシリーズ」も披露している。なお、「燕三条市」はあくまで架空の地名である。出演するたびに毎回人事異動になっており、公園緑地課→道路整備課→商工業援助課と異動を繰り返している。
全国学校合唱コンクール
部活シリーズ第1弾。私立 湯島女子高等学校の合唱部員 が合唱している映像が流れるが、その中にサングラス姿の女装した男性（=タモリ）が混じっており、合唱っぽい（正確には、ママさんコーラス風の）口真似をしている。第25回（コンクールの3回目）で、湯島女子高等学校はコンクールで金賞を受賞した。
日曜スペシャル 驚異の人体串刺し!?ハイパーイリュージョンショー
マジシャンに扮したタモリが、串刺しイリュージョンに挑戦する。イリュージョンの終了後、男性がタモリの下へ水が入ったペットボトルを持ってきて、タモリが飲んだ後、串刺しされた部分から水が出てくる。
ヨルの連続テレビ小説
NHK・連続テレビ小説のパロディ企画。第18回の放映時には、タモリが『マッサン』の主人公・亀山エリーをモデルにした外国人妻と、エンディングの「わたしたち 国際結婚です」に登場する夫婦とその子供たちを演じた。
始点・終点
鉄道系企画第3弾。『日本の車窓から』とコンセプトは類似し、こちらは鉄道路線の起終点に焦点をあてた内容である。本当はそこから延伸される計画のはずだった等、終着駅には必ずある車止めに込められた想いを語る。タイトルは『視点・論点』（NHK）のパロディ。
結果的にこのコントが最終回最後のコントとなり、番組自体の終了ともなぞらえ、ご近所さんの沖仁が感涙する場面も見られた。
つり革ファン
プロつり革職人の矢野保に扮するタモリが、新作のつり革を披露する。進行は梅津弥英子（フジテレビアナウンサー）。コーナーの最後には、「つり革川柳」が披露される。当番組内では初めて披露された第26回時点では、「つり革ファン」自体が既に第4542回の放送であり、「WHITE RAINBOW（湯島界隈）」の世界では長寿番組である模様。
Mr.炒飯
「World Shopping Show」に続く外国人向け番組第2弾。「本格中華料理 Mr.炒飯楼」の料理人で、タモリ扮するどんな料理も炒飯にしてしまう「Mr.炒飯」が、あらゆる料理を炒飯にする。料理は基本的に定食を炒飯にするもので、おかずや漬物を具材とし、定食につくご飯をそのまま使う（油や塩コショウを加える以外は、全て定食の食材だけで賄い、おでんの汁や寿司につくワサビ醤油などをそのまま調味料として使うこともある）。炒めるときは毎回中華鍋を京劇の銅鑼のように叩き鳴らす。この炒飯は「Mr.炒飯楼」のホームページで注文することが可能である（ただし、アドレス等の記載は無く、あくまで「WHITE RAINBOW」の世界の中で注文可能）。コント終了後注文していないのにもかかわらず、突然出前が「WHITE RAINBOW」に届き、しかも無言でお代を受け取らずに料理だけ置いて帰ってしまう（そのため事実上、できた料理を試食する形となっている）。第38回は湯島祭り開催中の設定のため、法被を着て登場した。
ナレーションを含め全編が中国語（日本語字幕付き）での放送であり、タイトルも正確には簡体字で「Mr.炒饭」である。「Mr.炒飯」も、味見をする時に「好吃」（おいしい）と中国語で喋る。
ボクらの筋肉
同局『ボクらの時代』のパロディ企画。タモリ扮する、角刈りが特徴のボディビルダー「筋一」と、本物のボディビルダー2人のあわせて3人のボディビルダーによるトーク番組。3人でトークすることや3人の名前を示すテロップ、番組のテーマソングであるThe Beatles「Hello, Goodbye」などは本家と共通している。
第42回放送では視聴者からお便りが届き披露したが、本当に視聴者から投稿されたお便りかは不明。
エンディングでのスタッフ表記は「大京 均」「負荷 カケル」などの筋肉やウエイトトレーニングに関する名前ばかりであり、番組制作も「フジテレビジョン」ならぬ「スジテレビジョン」が担当している。
チアリーディング選手権
「全国学校合唱コンクール」に続く部活シリーズ第2弾。私立 湯島女子大学のチアリーディングサークル がパフォーマンスしている映像が流れるが、その中にサングラス姿の女装した男性（=タモリ）が混じっており、一緒にパフォーマンスをしている。
超クイズ王決定戦
タモリ扮する雑学王の西田淳が、クイズ番組に挑む。しかし、クイズは何のひねりも引っかけもない、おおよそクイズ番組らしからぬ簡単な問題ばかりで、西田があっさりと正解する。あまりに問題が簡単なため、本来5行程度字幕が入るところに1行分だけの問題しかなく、主に能町が指摘する。
放送時間の都合上、決着が着くまで放送が出来なかった。
新・日本の最先端（NEW JAPAN FRONT LINE）
日本が誇る技術の最先端を紹介する番組。「終」などの文字は『クローズアップしすぎ現代』や『湯島テレビスペシャル』などと同様にNHK風。しかし、実際には相当にアナログな方法であることが判明する。
湯島音頭
湯島祭り開催中という設定の第38回、湯島出身の演歌歌手、北湯島三郎が同曲を披露するもの。北湯島氏は「湯島祭り」のポスターにも登場しており、宮沢も何度か目撃したことがあるという。
能町が作詞、前山田（ヒャダイン）が作曲を担当しており、VTRで披露した段階では4番まで披露された。その後、バー「WHITE RAINBOW」に偶然作詞作曲の能町・前山田がいたため、5番も制作された。
歌詞の内容としては、1番から5番にかけて、湯島の地形の成り立ちを示している。1番では2億年前を歌い、そこから200万年→1万年→5千年→2千年前を表している。合いの手には湯島周辺の地名（本郷区、不忍池など）や湯島駅関連の言葉（千代田線、常磐線、湯島駅の駅番号であるC13）が登場する。
筋肉プレゼンター すじダネ!
フジテレビ系列朝の情報番組である『情報プレゼンター とくダネ!』のパロディ企画。「ボクらの筋肉」に登場した筋一が、筋肉予報士として筋肉予報を行う。コントゲストは本家と同じく、キャスターの小倉智昭、菊川怜、梅津弥英子の3人が出演しており、キャスターの小倉は本家と同様に「すじたつー!」と呼びかけた。余談だが、本番組を遅れネットしている青森放送・テレビ山梨・テレビ山口では元ネタである『とくダネ!』は放送していない。
緊急特番 超能力者 タモ=ゲラー緊急来日 〜全米が震撼した奇跡の能力徹底検証SP〜
全米を震撼させたという超能力者のタモ=ゲラーが緊急来日し、目の前のものが機械製か手製かを見分ける能力を見せつける。
実際に登場したのは機械製の卒塔婆、手製のテニスボール、舌製のおかきの海苔（舌で海苔をつけたもの）であり、いずれも見抜くことに成功している。なお、卒塔婆で登場した卒塔婆専用プリンターは、かつて「品評会会長」として出演していた同局の雑学番組『トリビアの泉 〜素晴らしきムダ知識〜』で、2003年11月12日放送分で紹介されたものであり、当時96へぇで「金の脳」を獲得したトリビアである。
全国学校吹奏楽コンクール -東京都予選-
部活シリーズ第3弾。私立 湯島女子高等学校の吹奏楽部員 が演奏している映像が流れるが、その中にサングラス姿の女装した男性（=タモリ）が混じっており、以前にタモリに似た別人格の人物が演奏していたギロを担当していた。合唱コンクールの時と同じ高校なのにもかかわらず、着ている制服が変わっている。
湯島テレビ 名曲アルバム
タイトル名は『名曲アルバム』（NHK）のパロディ。実際はタモリと能町扮する「湯島オーケストラ」が演奏を披露するものであり、『N響アワー』（NHK）風である。タモリはティンパニ、能町はボディパーカッション担当。

#### 宮沢りえによるショートコント
第26回より、宮沢りえもショートコントに参加していた。こちらもタモリと同じく、宮沢と別人格の設定である。
連続 怒ラマ
宮沢りえ扮する各職業になりきるキャラクターが怒りの言葉を述べる。過去3回に渡り放送された。なお、このコントにはタモリは出演していない。

### エンディングコーナー
第1回 - 13回、第44回「名言及び国際信号旗」
本編終了後に、宮沢が「I love you TOKYO!」と締めた後で、「偉人」が残したとされる名言が表示される。その偉人及び名言は実在しない“ニセ名言”である。また、番組エンディングでは国際信号旗を使ったメッセージが表示されていた（第14回以降も「WHITE RAINBOW」店内には国際信号旗があるが、内容は「タモリカップ」（タモリが主催するヨットレース）に関連したことである）。
第14回 - 43回「森田式占い」
これまでの名言および国際信号旗がなくなり、その代わり、CM明けに「WHITE RAINBOW」の外に掲げられた「森田式占い」今日の一位が披露されるようになった。いずれも、地理学・地質学・鉄道に関連する場所や地形などを見つける・見かける、またはその地形の雰囲気になぞらえた行動をすれば吉とされている。

## 放送リスト
| # | 放送日 （CX） | サブタイトル                                                 | トークゲスト                                    | ショートコント                                                               | タモリが扮した役名                | コントゲスト                                                                         | 最後の言葉（名言）                                                                                              | 視聴率 |
| - | ------------- | ------------------------------------------------------------ | ----------------------------------------------- | ---------------------------------------------------------------------------- | --------------------------------- | ------------------------------------------------------------------------------------ | --- | ------ |
| 1 | 10月19日      | 「宮沢りえ、ママになるの巻」（SACB-46）                      | 大友良英 （音楽家） 能町みね子 （エッセイスト） | 世界音楽旅行 〜スペイン〜                                                    | マヌエル・デ・オルテガ            | 沖仁 ホセ・コロン                                                                    | 「物を見ている自分の目を見たことがある者は誰もいない」 ユージニス=アフレカヌス（355-420）                       | 6.6%   |
| 1 | 10月19日      | 「宮沢りえ、ママになるの巻」（SACB-46）                      | 大友良英 （音楽家） 能町みね子 （エッセイスト） | 虫ドッキリ㊙報告                                                             | ハエ                              | -                                                                                    | 「物を見ている自分の目を見たことがある者は誰もいない」 ユージニス=アフレカヌス（355-420）                       | 6.6%   |
| 2 | 10月26日      | 「宮沢りえ、新しい趣味見つけましたの巻」（HRHA-67）          | 井上陽水                                        | 世界音楽旅行 〜ラップ・中国編〜 曲目：「GOLDEN TIME」                        | Dr.WANG                           | RIP SLYME                                                                            | 「私は死ぬまでに1万2000人と対話をしたことがあるが自分と対話したことは一度もない」 ミソクラテヌス（B.C.358-212） | 8.1%   |
| 2 | 10月26日      | 「宮沢りえ、新しい趣味見つけましたの巻」（HRHA-67）          | 井上陽水                                        | 日本古典文学講座 第1回「百人一首」 五十七 柴式部                             | 李澤京平教授（国文学者）          | 佐々木恭子 （フジテレビアナウンサー・最初と最後のナレーションのみ）                  | 「私は死ぬまでに1万2000人と対話をしたことがあるが自分と対話したことは一度もない」 ミソクラテヌス（B.C.358-212） | 8.1%   |
| 3 | 11月2日       | 「ヨルの昼顔 〜日曜午後11時15分の恋人たち〜の巻」（IIIK-44） | 上戸彩                                          | 超スーパーニュース 衝撃映像! 「危険ヘリウム吸引逮捕現場」                    | 中島敦容疑者                      | 川辺小都子 倉田大誠 （フジテレビアナウンサー）                                       | 「コップがコップとして使われていることは両者にとって不幸なことだ」 ラインハット=シュナイザー（1826-1898）       | 10.0%  |
| 3 | 11月2日       | 「ヨルの昼顔 〜日曜午後11時15分の恋人たち〜の巻」（IIIK-44） | 上戸彩                                          | 猿ドッキリ㊙報告                                                             | 猿                                | -                                                                                    | 「コップがコップとして使われていることは両者にとって不幸なことだ」 ラインハット=シュナイザー（1826-1898）       | 10.0%  |
| 4 | 11月9日       | 「日曜の夜が 懐かしい男、来店の巻」（NAZU-91）               | 堂本剛 （KinKi Kids）                           | World Shopping Show （ワールドショッピングショー） 高枝パスタ取りバサミ      | 紹介者                            | 謎の外国人                                                                           | 「雖在粗与密 何為粗不密」 陰近禅師                                                                              | 6.7%   |
| 4 | 11月9日       | 「日曜の夜が 懐かしい男、来店の巻」（NAZU-91）               | 堂本剛 （KinKi Kids）                           | 日本古典文学講座 第2回「百人一首」 十九 伊勢路                               | 李澤京平教授（国文学者）          | 佐々木恭子 （フジテレビアナウンサー・最初と最後のナレーションのみ）                  | 「雖在粗与密 何為粗不密」 陰近禅師                                                                              | 6.7%   |
| 5 | 11月16日      | 「ありのままのヨルのママの巻」（BKUR-21）                    | 松たか子                                        | 世界音楽旅行 〜ボサノヴァ〜                                                  | アントニオ・カズヨシ・ジョピン    | 伊藤ゴロー                                                                           | 「現実ほど空想に支えられているものはない」 ジョスカン=デュプレ                                                  | 7.5%   |
| 5 | 11月16日      | 「ありのままのヨルのママの巻」（BKUR-21）                    | 松たか子                                        | 日本古典文学講座 第3回「百人一首」 六 中納言家主                             | 李澤京平教授（国文学者）          | 佐々木恭子 （フジテレビアナウンサー・最初と最後のナレーションのみ）                  | 「現実ほど空想に支えられているものはない」 ジョスカン=デュプレ                                                  | 7.5%   |
| 6 | 11月23日      | 「梨と林檎は全然違うの巻」（AEDO-84）                        | 黒木瞳                                          | World Shopping Show （ワールドショッピングショー） 歯全部みがき              | 紹介者                            | -                                                                                    | 「数学は科学の言語だが感情ではない 肝心な関数が無限にかわるから」 ユージンスキー夫人                            | 6,1%   |
| 6 | 11月23日      | 「梨と林檎は全然違うの巻」（AEDO-84）                        | 黒木瞳                                          | 世界音楽旅行 〜インド〜                                                      | ヌスラット=ハカタカチャルティ     | U-zhaan（タブラ奏者） Maya Moeran（ハルモニアム奏者） ヨシダダイキチ（シタール奏者） | 「数学は科学の言語だが感情ではない 肝心な関数が無限にかわるから」 ユージンスキー夫人                            | 6,1%   |
| 7 | 11月30日      | 「物知りに見えるにはコツがあるの巻」（SNEC-21）              | 佐藤隆太                                        | 日本の車窓から 東京メトロ銀座線 渋谷〜表参道                                 | ナレーター                        | -                                                                                    | 「雖向中逸真 雖戯偏達悟」 蘇陽高哲                                                                              | 8.3%   |
| 7 | 11月30日      | 「物知りに見えるにはコツがあるの巻」（SNEC-21）              | 佐藤隆太                                        | World Shopping Show （ワールドショッピングショー） 赤い車の傷に塗るラー油    | 紹介者                            | -                                                                                    | 「雖向中逸真 雖戯偏達悟」 蘇陽高哲                                                                              | 8.3%   |
| 7 | 11月30日      | 「物知りに見えるにはコツがあるの巻」（SNEC-21）              | 佐藤隆太                                        | 日本古典文学講座 第4回「百人一首」 十 熊蝉丸                                 | 李澤京平教授（国文学者）          | 佐々木恭子 （フジテレビアナウンサー・最初と最後のナレーションのみ）                  | 「雖向中逸真 雖戯偏達悟」 蘇陽高哲                                                                              | 8.3%   |
| 8 | 12月7日       | 「今年も「すったもんだがありました」の巻」（HIAH-84）        | 観月ありさ                                      | World Shopping Show （ワールドショッピングショー） ピラニア焼き&人魚の塩焼き | 紹介者                            | -                                                                                    | 「忘れていると思うが自然はいつも君に敵意を抱いている」 リウマチス（B.C.189-B.C.102）                            | 7.1%   |
| 8 | 12月7日       | 「今年も「すったもんだがありました」の巻」（HIAH-84）        | 観月ありさ                                      | 日暮里特別（GI） 東京12R 鉄馬場 10 km                                        | GI50勝・元騎手 岡山田豊（解説者） | 塩原恒夫 （フジテレビアナウンサー、競馬中継実況担当）                                | 「忘れていると思うが自然はいつも君に敵意を抱いている」 リウマチス（B.C.189-B.C.102）                            | 7.1%   |
| 9 | 12月21日      | 「クリスマスケーキは乳臭いの巻」（IDEO-42）                  | 桃井かおり                                      | 世界音楽旅行 〜サルサ〜                                                      | カルロス・カズヨシ・ロドリゲス    | オルケスタ・デ・ラ・ルス（サルサ楽団）                                               | 「誰知真実哉 鳥飛果実落」 チベットの高僧 シャルマンホヤ                                                         | 8.4%   |
| 9 | 12月21日      | 「クリスマスケーキは乳臭いの巻」（IDEO-42）                  | 桃井かおり                                      | 日本古典文学講座 第5回「百人一首」 二十三 大江千里（おおえせんり）           | 李澤京平教授（国文学者）          | 佐々木恭子 （フジテレビアナウンサー・最初と最後のナレーションのみ）                  | 「誰知真実哉 鳥飛果実落」 チベットの高僧 シャルマンホヤ                                                         | 8.4%   |

| #  | 放送日（CX）       | サブタイトル                                                       | トークゲスト                                                           | ショートコント                                                                               | タモリもしくは宮沢りえが扮した役名                                                                             | コントゲスト                                                                          | 最後の言葉→森田式占い                                                                                     | 視聴率 |
| -- | ------------------ | ------------------------------------------------------------------ | ---------------------------------------------------------------------- | -------------------------------------------------------------------------------------------- | --- | ------------------------------------------------------------------------------------- | --- | ------ |
| 10 | 1月18日            | 「デラックスなお客様、 来店の巻」 （KAMN-71）                      | マツコ・デラックス                                                     | 東京湯島クリニック                                                                           | タートルネックセーターを着て踊る男                                                                             | 竹内友佳（フジテレビアナウンサー）                                                    | 「何者にもなりたくないという勇気もある」 ペルシウス5世（生没年不詳）                                      | 11.4%  |
| 11 | 1月25日            | 「タブラっぽい音は 口でも出せるの巻」 （ATAI-13）                  | 森山直太朗                                                             | 日本の車窓から 東京メトロ丸ノ内線 四ツ谷〜赤坂見附                                           | ナレーター | -                                                                                     | 「雖人為不知 其不為真意」 洛陽亭 序                                                                       | 8.1%   |
| 11 | 1月25日            | 「タブラっぽい音は 口でも出せるの巻」 （ATAI-13）                  | 森山直太朗                                                             | クローズアップしすぎ現代 「あえて本棚の前で語る人の心理」                                    | 野々村修准教授 （聖フェノロチオ女子大学）                                                                      | 佐藤里佳 （フジテレビアナウンサー）                                                   | 「雖人為不知 其不為真意」 洛陽亭 序                                                                       | 8.1%   |
| 12 | 2月1日             | 「サバサンド、 定番メニューになるの巻」 （RTSM-Y5）                | 松坂桃李                                                               | 素人さん大集合!ものまね王座決定戦                                                            | 吉村勇 （新潟県燕三条市役所公園緑地課勤務の地方公務員）                                                        | 倉田大誠 （フジテレビアナウンサー）                                                   | 「猥雑と喧騒の酒場の片隅で 真実の小人に会ったことがあるかい」 オーギュスト・マノワール                    | 9.4%   |
| 12 | 2月1日             | 「サバサンド、 定番メニューになるの巻」 （RTSM-Y5）                | 松坂桃李                                                               | World Shopping Show （ワールドショッピングショー） 永久トイレットペーパー                    | 紹介者 | -                                                                                     | 「猥雑と喧騒の酒場の片隅で 真実の小人に会ったことがあるかい」 オーギュスト・マノワール                    | 9.4%   |
| 13 | 2月8日             | 「人生はジグザグに…の巻」 （AEUO-06）                              | 堤真一                                                                 | 日本の車窓から 東京メトロ日比谷線 南千住〜三ノ輪                                             | ナレーター | -                                                                                     | 「名人外 童子中」 賢康保（一八三九〜一九一二）                                                            | 10.5%  |
| 13 | 2月8日             | 「人生はジグザグに…の巻」 （AEUO-06）                              | 堤真一                                                                 | 全国学校合唱コンクール 歌唱曲：「夏の思い出」                                                | 私立 湯島女子高等学校 合唱部の女子高生                                                                         | 埼玉県立松伏高等学校合唱部                                                            | 「名人外 童子中」 賢康保（一八三九〜一九一二）                                                            | 10.5%  |
| 14 | 2月15日            | 「人は死にそうな時にも 見栄を張る生き物の巻」 （B-ADJt）           | 阿川佐和子                                                             | World Shopping Show （ワールドショッピングショー） 柿ピー分離自転車&コロコロワサビ           | 紹介者 | -                                                                                     | 「森田式占い」 今日の一位 乙未（きのとひつじ）生まれの貴方 玄武岩を見つけると吉                           | 8.8%   |
| 14 | 2月15日            | 「人は死にそうな時にも 見栄を張る生き物の巻」 （B-ADJt）           | 阿川佐和子                                                             | 日本古典文学講座 第6回「百人一首」 五十六 伊豆式部                                           | 李澤京平教授（国文学者）                                                                                       | 佐々木恭子 （フジテレビアナウンサー・最初と最後のナレーションのみ）                   | 「森田式占い」 今日の一位 乙未（きのとひつじ）生まれの貴方 玄武岩を見つけると吉                           | 8.8%   |
| 15 | 2月22日            | 「つけまつけるタブラの巻」 （O-ROHt）                              | きゃりーぱみゅぱみゅ                                                   | 世界音楽旅行 〜ヘヴィメタ〜                                                                  | 「AMEDEATH」のヴォーカル                                                                                       | マーティ・フリードマン 大村孝佳 大桃俊樹 前田遊野                                     | 「森田式占い」 今日の一位 戊午（つちのえうま）生まれの貴方 二等三角点を見つけると吉                       | 9.9%   |
| 15 | 2月22日            | 「つけまつけるタブラの巻」 （O-ROHt）                              | きゃりーぱみゅぱみゅ                                                   | 日曜スペシャル 驚異の人体串刺し!? ハイパーイリュージョンショー                               | マジシャン | -                                                                                     | 「森田式占い」 今日の一位 戊午（つちのえうま）生まれの貴方 二等三角点を見つけると吉                       | 9.9%   |
| 16 | 3月1日             | 「日本アカデミー賞最優秀主演女優 はじめての壁ドンの巻」 （K-AKA7） | 斎藤工                                                                 | 素人さん大集合!ものまね王座決定戦                                                            | 吉村勇 （新潟県燕三条市役所道路整備課勤務の地方公務員）                                                        | 倉田大誠 （フジテレビアナウンサー）                                                   | 「森田式占い」 今日の一位 戊辰（つちのえたつ）生まれの貴方 三角州を三分間見続けると吉                     | 8.8%   |
| 16 | 3月1日             | 「日本アカデミー賞最優秀主演女優 はじめての壁ドンの巻」 （K-AKA7） | 斎藤工                                                                 | クローズアップしすぎ現代 「深刻化する腕組み事情」                                            | 野々村修准教授 （聖フェノロチオ女子大学）                                                                      | 佐藤里佳 （フジテレビアナウンサー）                                                   | 「森田式占い」 今日の一位 戊辰（つちのえたつ）生まれの貴方 三角州を三分間見続けると吉                     | 8.8%   |
| 17 | 3月8日             | 「ギロは粘りが大事の巻」 （U-KUM2）                                | ユースケ・サンタマリア                                                 | 世界音楽旅行 〜ボサノヴァ〜                                                                  | アントニオ・カズヨシ・ジョピン                                                                                 | 伊藤ゴロー                                                                            | 「森田式占い」 今日の一位 丁丑（ひのとうし）生まれの貴方 河岸段丘にたどりついたら吉                       | 9.3%   |
| 17 | 3月8日             | 「ギロは粘りが大事の巻」 （U-KUM2）                                | ユースケ・サンタマリア                                                 | World Shopping Show （ワールドショッピングショー） 小便小僧カートリッジ                      | 紹介者 | -                                                                                     | 「森田式占い」 今日の一位 丁丑（ひのとうし）生まれの貴方 河岸段丘にたどりついたら吉                       | 9.3%   |
| 18 | 3月15日            | 「大地真央が壊れちゃった夜の巻」 （N-AROi）                        | 大地真央                                                               | ヨルの連続テレビ小説 タモサン                                                                | 主人公・タモサンの外国人妻 国際結婚した東京都杉並区のあやな&ミッコ夫妻                                         | 松岡洋子 能町みね子                                                                   | 「森田式占い」 今日の一位 庚辰（かのえたつ）生まれの貴方 三日月湖を探し出せば吉                           | 9.0%   |
| 18 | 3月15日            | 「大地真央が壊れちゃった夜の巻」 （N-AROi）                        | 大地真央                                                               | 日本古典文学講座 第7回「百人一首」 十一 衆議篁                                               | 李澤京平教授（国文学者）                                                                                       | 佐々木恭子 （フジテレビアナウンサー・最初と最後のナレーションのみ）                   | 「森田式占い」 今日の一位 庚辰（かのえたつ）生まれの貴方 三日月湖を探し出せば吉                           | 9.0%   |
| 19 | 3月22日            | 「心をツネられたい大人たちの巻」 （O-DETe）                        | 秋元康                                                                 | 始点・終点 真岡鐵道・茂木駅                                                                  | ナレーター | -                                                                                     | 「森田式占い」 今日の一位 丙寅（ひのえとら）生まれの貴方 電留線に入り込めば吉                             | 8.9%   |
| 19 | 3月22日            | 「心をツネられたい大人たちの巻」 （O-DETe）                        | 秋元康                                                                 | クローズアップしすぎ現代 「「要するに」という人の心の闇」                                    | 野々村修准教授 （聖フェノロチオ女子大学）                                                                      | 佐藤里佳 （フジテレビアナウンサー）                                                   | 「森田式占い」 今日の一位 丙寅（ひのえとら）生まれの貴方 電留線に入り込めば吉                             | 8.9%   |
| 20 | 4月5日             | 「謎の建築家 サラサラヘアーの近藤さんの巻」 （H-9MEs）             | 市村正親                                                               | 超スーパーニュース 日本の研究チームが "万能細胞"作成                                         | 万能細胞・TAMORI細胞                                                                                           | 塩原恒夫 （フジテレビアナウンサー）                                                   | 「森田式占い」 今日の一位 庚午（かのえうま）生まれの貴方 中央子午線に立つと吉                             | 6.5%   |
| 20 | 4月5日             | 「謎の建築家 サラサラヘアーの近藤さんの巻」 （H-9MEs）             | 市村正親                                                               | クローズアップしすぎ現代 「深刻化する説明しすぎるウェイター」                                | 野々村修准教授 （聖フェノロチオ女子大学）                                                                      | 佐藤里佳 （フジテレビアナウンサー）                                                   | 「森田式占い」 今日の一位 庚午（かのえうま）生まれの貴方 中央子午線に立つと吉                             | 6.5%   |
| 21 | 4月12日            | 「グリハマのルーシーが最高な夜の巻」 （I-A8K9）                    | 木梨憲武 （とんねるず）                                                | 品川ステークス（GI） 東京10R 鉄馬場 15 km                                                    | GI50勝・元騎手 岡山田豊（解説者） 原野伸之（勝利ジョッキーインタビューに登場した、品川厩舎所属の山手線運転手） | 塩原恒夫 （フジテレビアナウンサー、競馬中継実況担当）                                 | 「森田式占い」 今日の一位 壬辰（みずのえたつ）生まれの貴方 高層雲のごとく漂えば吉                         | 7.6%   |
| 22 | 4月19日            | 「徹子、ネコを叱るの巻」 （M-Y03a）                                | 黒柳徹子                                                               | 全国学校合唱コンクール 歌唱曲：「グリーングリーン」                                          | 私立 湯島女子高等学校合唱部の女子高生                                                                          | 埼玉県立松伏高等学校合唱部                                                            | 「森田式占い」 今日の一位 丁亥（ひのとい）生まれの貴方 礫岩のように 謙虚な姿勢でのぞめば吉                | 9.4%   |
| 23 | 4月26日            | 「1988年からの『ざけんなよっ!』の巻」 （I-JWOg）                   | 石橋貴明 （とんねるず）                                                | 日本の車窓から 東京メトロ有楽町線 新木場〜辰巳                                               | ナレーター | -                                                                                     | 「森田式占い」 今日の一位 癸酉（みずのととり）生まれの貴方 河跡湖に飛び込めば吉                           | 8.3%   |
| 24 | 5月3日             | 「いつの日か、ママがひとりで…の巻」 （O-ROHt）                     | ゆず （北川悠仁・岩沢厚治）                                            | World Shopping Show （ワールドショッピングショー） リバーシブルユニフォーム&リバーシブルタコ | 紹介者 | -                                                                                     | 「森田式占い」 今日の一位 己卯（つちのとう）生まれの貴方 気笛合図に耳をすませると吉                       | 8.4%   |
| 25 | 5月10日            | 「友達なんかいなくても生きていけるの巻」 （S-MNRy）                | 草彅剛 （SMAP）                                                        | 始点・終点 京急久里浜線・三崎口駅                                                            | ナレーター | -                                                                                     | 「森田式占い」 今日の一位 乙亥（きのとい）生まれの貴方 カルスト台地のように落ち着いてのぞめば吉           | 9.9%   |
| 25 | 5月10日            | 「友達なんかいなくても生きていけるの巻」 （S-MNRy）                | 草彅剛 （SMAP）                                                        | 全国学校合唱コンクール 歌唱曲：「あの素晴らしい愛をもう一度」                                | 私立 湯島女子高等学校合唱部の女子高生                                                                          | 埼玉県立松伏高等学校合唱部                                                            | 「森田式占い」 今日の一位 乙亥（きのとい）生まれの貴方 カルスト台地のように落ち着いてのぞめば吉           | 9.9%   |
| 26 | 5月17日            | 「もしも好きな人の身体の一部になれるならの巻」 （U-00Ac）          | 大泉洋                                                                 | 連続 怒ラマ 神社にお参り編                                                                   | 神社の巫女 （宮沢りえ）                                                                                        | ナレーター：不明                                                                      | 「森田式占い」 今日の一位 甲申（きのえさる）生まれの貴方 防風林のように耐え忍べば吉                       | 8.9%   |
| 26 | 5月17日            | 「もしも好きな人の身体の一部になれるならの巻」 （U-00Ac）          | 大泉洋                                                                 | つり革ファン 第4542回・背筋つり革（型番：TRK800）                                            | 矢野保 （プロつり革職人）                                                                                      | 梅津弥英子 （フジテレビアナウンサー）                                                 | 「森田式占い」 今日の一位 甲申（きのえさる）生まれの貴方 防風林のように耐え忍べば吉                       | 8.9%   |
| 27 | 5月24日            | 「贅沢すぎる骨伝導の巻」 （JeohK-2）                               | 葉加瀬太郎                                                             | 始点・終点 銚子電鉄・外川駅                                                                  | ナレーター | -                                                                                     | 「森田式占い」 今日の一位 壬午（みずのえうま）生まれの貴方 パンタグラフのように強い気持ちで臨めば吉       | 6.3%   |
| 27 | 5月24日            | 「贅沢すぎる骨伝導の巻」 （JeohK-2）                               | 葉加瀬太郎                                                             | 日本古典文学講座 第8回「百人一首」 七 安部君麻呂                                             | 李澤京平教授（国文学者）                                                                                       | 佐々木恭子 （フジテレビアナウンサー・最初と最後のナレーションのみ）                   | 「森田式占い」 今日の一位 壬午（みずのえうま）生まれの貴方 パンタグラフのように強い気持ちで臨めば吉       | 6.3%   |
| 28 | 5月31日            | 「チャーミングって何だろうの巻」 （aiuiY-1）                       | 松本幸四郎                                                             | Mr.炒飯 デミハンバーグ定食を炒飯にする男                                                     | 中華料理人 | ナレーター：不明                                                                      | 「森田式占い」 今日の一位 癸巳（みずのとみ）生まれの貴方 流紋岩のように清い心で過ごすと吉                 | 7.6%   |
| 28 | 5月31日            | 「チャーミングって何だろうの巻」 （aiuiY-1）                       | 松本幸四郎                                                             | ボクらの筋肉 相川浩一×筋 一×嶋田泰次郎                                                       | 筋 一（すじ はじめ） （ボディビルダー・55）                                                                    | 相川浩一 （ボディビルダー・44） 嶋田泰次郎 （ボディビルダー・39）                     | 「森田式占い」 今日の一位 癸巳（みずのとみ）生まれの貴方 流紋岩のように清い心で過ごすと吉                 | 7.6%   |
| 29 | 6月7日             | 「地球の割れ目はセクシーの巻」 （zustO-K）                         | 沢尻エリカ                                                             | 世界音楽紀行 〜レゲエ〜                                                                      | カズ・マーリー                                                                                                 | 川上つよしと彼のムードメイカーズ                                                      | 「森田式占い」 今日の一位 庚寅（かのえとら）生まれの貴方 メルカトル図法のようにしなやかな気持ちでいけば吉 | 9.4%   |
| 29 | 6月7日             | 「地球の割れ目はセクシーの巻」 （zustO-K）                         | 沢尻エリカ                                                             | 日本の車窓から 東京メトロ東西線 中野〜落合                                                   | ナレーター | -                                                                                     | 「森田式占い」 今日の一位 庚寅（かのえとら）生まれの貴方 メルカトル図法のようにしなやかな気持ちでいけば吉 | 9.4%   |
| 30 | 6月14日            | 「日曜日よりの使者の巻」 （7nhoU-i）                               | 甲本ヒロト （ザ・クロマニヨンズ）                                      | 京急神奈川駅記念（GI） 東京10R 鉄馬場 9 km                                                   | GI50勝・元騎手 岡山田豊（解説者）                                                                              | 塩原恒夫 （フジテレビアナウンサー、競馬中継実況担当）                                 | 「森田式占い」 今日の一位 乙未（きのとひつじ）生まれの貴方 関東ローム層のようにフラットな感覚でいけば吉   | 9.1%   |
| 30 | 6月14日            | 「日曜日よりの使者の巻」 （7nhoU-i）                               | 甲本ヒロト （ザ・クロマニヨンズ）                                      | 世界音楽旅行 〜サルサ〜                                                                      | カルロス・カズヨシ・ロドリゲス                                                                                 | オルケスタ・デ・ラ・ルス（サルサ楽団）                                                | 「森田式占い」 今日の一位 乙未（きのとひつじ）生まれの貴方 関東ローム層のようにフラットな感覚でいけば吉   | 9.1%   |
| 31 | 6月21日            | 「抱きしめてTONIGHT…踊りませんか?の巻」 （hoiKN-r）                | 田原俊彦                                                               | 関東チアリーディング選手権 演技曲:「JUMP」ヴァン・ヘイレン                                   | 私立 湯島女子大学（東京都）のチアリーダー                                                                      | 千葉大学チアリーディングサークルLips                                                  | 「森田式占い」 今日の一位 癸未（みずのとひつじ）生まれの貴方 花崗岩のように恐れずに挑戦すれば吉           | 8.1%   |
| 31 | 6月21日            | 「抱きしめてTONIGHT…踊りませんか?の巻」 （hoiKN-r）                | 田原俊彦                                                               | 湯島テレビスペシャル 「特集 深刻化する歩きながらのリポート」                                 | 野々村修教授 （聖フェノロチオ女子大学）                                                                        | 佐藤里佳 （フジテレビアナウンサー） 久代萌美 （フジテレビアナウンサー、VTR出演）      | 「森田式占い」 今日の一位 癸未（みずのとひつじ）生まれの貴方 花崗岩のように恐れずに挑戦すれば吉           | 8.1%   |
| 31 | 6月21日            | 「抱きしめてTONIGHT…踊りませんか?の巻」 （hoiKN-r）                | 田原俊彦                                                               | 始点・終点 上総中野駅（千葉県・夷隅郡）                                                      | ナレーター | -                                                                                     | 「森田式占い」 今日の一位 癸未（みずのとひつじ）生まれの貴方 花崗岩のように恐れずに挑戦すれば吉           | 8.1%   |
| 32 | 6月28日            | 「俺の話を聞け!の巻」 （i8nYo-U）                                  | 糸井重里                                                               | Mr.炒飯 幕の内弁当を炒飯にする男                                                             | 中華料理人 | ナレーター：不明                                                                      | 「森田式占い」 今日の一位 辛卯（かのとう）生まれの貴方 カルデラのように泰然と立ち向かえば吉               | 6.0%   |
| 32 | 6月28日            | 「俺の話を聞け!の巻」 （i8nYo-U）                                  | 糸井重里                                                               | 超クイズ王決定戦 西田淳VS田島伸夫                                                            | 西田淳 （ミスター雑学）                                                                                        | 田島伸夫 （クイズの対戦相手） 牧原俊幸 （フジテレビアナウンサー、司会者（音声のみ）） | 「森田式占い」 今日の一位 辛卯（かのとう）生まれの貴方 カルデラのように泰然と立ち向かえば吉               | 6.0%   |
| 33 | 7月5日             | 「真木さんとマキバオーの巻」 （tknOt-H）                           | 真木よう子                                                             | 素人さん大集合!ものまね王座決定戦                                                            | 吉村勇 （新潟県燕三条市役所商工業援助課勤務の地方公務員・57）                                                  | 倉田大誠 （フジテレビアナウンサー）                                                   | 「森田式占い」 今日の一位 乙丑（きのとうし）生まれの貴方 シラス台地のように広い心でそのときを待てば吉     | 6.1%   |
| 33 | 7月5日             | 「真木さんとマキバオーの巻」 （tknOt-H）                           | 真木よう子                                                             | 新・日本の最先端 自動改札機の最先端技術                                                      | 自動改札機の中にいる車掌とみられる男性                                                                         | 牧原俊幸 （フジテレビアナウンサー）                                                   | 「森田式占い」 今日の一位 乙丑（きのとうし）生まれの貴方 シラス台地のように広い心でそのときを待てば吉     | 6.1%   |
| 33 | 7月5日             | 「真木さんとマキバオーの巻」 （tknOt-H）                           | 真木よう子                                                             | 日本古典文学講座 第9回「百人一首」 九十七 権中納言定食                                       | 李澤京平教授（国文学者）                                                                                       | 佐々木恭子 （フジテレビアナウンサー・最初と最後のナレーションのみ）                   | 「森田式占い」 今日の一位 乙丑（きのとうし）生まれの貴方 シラス台地のように広い心でそのときを待てば吉     | 6.1%   |
| 34 | 7月12日            | 「湯島の若大将の巻」 （oooUA-I）                                   | 加山雄三                                                               | 始点・終点 湊線・阿字ヶ浦駅（茨城県）                                                        | ナレーター | -                                                                                     | 「森田式占い」 今日の一位 丙子（ひのえね）生まれの貴方 棚田のごとく着実にすごせば吉                       | 6.8%   |
| 34 | 7月12日            | 「湯島の若大将の巻」 （oooUA-I）                                   | 加山雄三                                                               | つり革ファン 第6084回・マウスピースつり革（型番：TRK808）                                    | 矢野保 （プロつり革職人）                                                                                      | 梅津弥英子 （フジテレビアナウンサー）                                                 | 「森田式占い」 今日の一位 丙子（ひのえね）生まれの貴方 棚田のごとく着実にすごせば吉                       | 6.8%   |
| 35 | 7月19日            | 「狂い咲きサンデイ・ナイト の巻」 （tu7wM-T）                      | 三谷幸喜                                                               | Mr.炒飯 おでん定食を炒飯にする男                                                             | 中華料理人 | ナレーター：不明                                                                      | 「森田式占い」 今日の一位 丁卯（ひのとう）生まれの貴方 石灰岩のような柔軟性を忘れなければ吉               | 7.9%   |
| 35 | 7月19日            | 「狂い咲きサンデイ・ナイト の巻」 （tu7wM-T）                      | 三谷幸喜                                                               | 連続 怒ラマ 視力検査編                                                                       | 眼科医 （宮沢りえ）                                                                                            | ナレーター：不明                                                                      | 「森田式占い」 今日の一位 丁卯（ひのとう）生まれの貴方 石灰岩のような柔軟性を忘れなければ吉               | 7.9%   |
| 36 | 7月26日            | 「思い出のサンタフェの巻」 （tjioE-O）                             | 篠山紀信                                                               | 世界音楽紀行 〜沖縄民謡〜                                                                    | 瑞慶覧（ずけらん）カズヨシ                                                                                     | 照屋林賢                                                                              | 「森田式占い」 今日の一位 甲午（きのえうま）生まれの貴方 片麻岩のように初心を貫けば吉                     | 9.2%   |
| 36 | 7月26日            | 「思い出のサンタフェの巻」 （tjioE-O）                             | 篠山紀信                                                               | 湯島テレビスペシャル 「特集・テレビ業界で急増する「お疲れ様です」という子供」                | 野々村修教授 （聖フェノロチオ女子大学）                                                                        | 佐藤里佳 （フジテレビアナウンサー）                                                   | 「森田式占い」 今日の一位 甲午（きのえうま）生まれの貴方 片麻岩のように初心を貫けば吉                     | 9.2%   |
| 37 | 8月2日             | 「夢の始まりは覚えていないの巻」 （Y/sarnc）                       | リリー・フランキー                                                     | 連続 怒ラマ エレベーター編                                                                   | エレベーターガール （宮沢りえ）                                                                                | ナレーター：不明                                                                      | 「森田式占い」 今日の一位 辛巳（かのとみ）生まれの貴方 積乱雲のように積極的にいけば吉                     | 7.2%   |
| 37 | 8月2日             | 「夢の始まりは覚えていないの巻」 （Y/sarnc）                       | リリー・フランキー                                                     | 日本文学講座 第1回「漢字とその世界」 「卑猥」                                                | 李澤京平教授（国文学者）                                                                                       | 佐々木恭子 （フジテレビアナウンサー・最初と最後のナレーションのみ）                   | 「森田式占い」 今日の一位 辛巳（かのとみ）生まれの貴方 積乱雲のように積極的にいけば吉                     | 7.2%   |
| 38 | 8月9日             | 「お祭りの後でも寂しくないの巻」 （O/oaeah）                       | 小池栄子                                                               | Mr.炒飯 寿司を炒飯にする料理人                                                               | 中華料理人 | ナレーター：不明                                                                      | 「森田式占い」 今日の一位 戊子（つちのえね）生まれの貴方 高層雲のようにぼんやりしなければ吉               |        |
| 38 | 8月9日             | 「お祭りの後でも寂しくないの巻」 （O/oaeah）                       | 小池栄子                                                               | 湯島音頭 （作詞：能町みね子/作曲：前山田健一）                                               | 北湯島三郎 | 牧原俊幸 （フジテレビアナウンサー）                                                   | 「森田式占い」 今日の一位 戊子（つちのえね）生まれの貴方 高層雲のようにぼんやりしなければ吉               |        |
| 39 | 8月16日            | 「ママがいない夜に…の巻」 （9/kr8ha）                              | 福山雅治                                                               | 筋肉プレゼンター すじダネ!                                                                   | 筋一 （筋肉予報士）                                                                                            | 小倉智昭 菊川怜 梅津弥英子 （フジテレビアナウンサー）                                 | 「森田式占い」 今日の一位 辛酉（かのととり）生まれの貴方 フィヨルドのように気高くいけば吉                 |        |
| 40 | 8月24日（月）      | 「結婚は狂気…の巻」 （G/ousir）                                    | 篠原涼子                                                               | 緊急特番 超能力者タモ=ゲラー緊急来日 〜全米が震撼した奇跡の能力徹底検証SP〜                  | タモ=ゲラー （奇跡の能力を持つ男）                                                                             | 小林清志 （ナレーション）                                                             | 「森田式占い」 今日の一位 壬戌（みずのえいぬ）生まれの貴方 移動性高気圧のように絶え間なく動けば吉         |        |
| 40 | 8月24日（月）      | 「結婚は狂気…の巻」 （G/ousir）                                    | 篠原涼子                                                               | 全国学校吹奏楽コンクール -東京都予選- 演奏曲：「君の瞳に恋してる」                           | 私立 湯島女子高等学校吹奏楽部の女子高生                                                                        | 蒲田女子高等学校吹奏楽部                                                              | 「森田式占い」 今日の一位 壬戌（みずのえいぬ）生まれの貴方 移動性高気圧のように絶え間なく動けば吉         |        |
| 40 | 8月24日（月）      | 「結婚は狂気…の巻」 （G/ousir）                                    | 篠原涼子                                                               | 始点・終点 下仁田駅（群馬県）                                                                | ナレーター | -                                                                                     | 「森田式占い」 今日の一位 壬戌（みずのえいぬ）生まれの貴方 移動性高気圧のように絶え間なく動けば吉         |        |
| 41 | 8月30日            | 「吾輩だけが知るこぼれ話の巻」 （A/2hutm）                         | マツコ・デラックス 黒柳徹子 甲本ヒロト 福山雅治 （未公開シーンの放送） | 日本古典文学講座 第10回「百人一首」 八 筑筑法師                                              | 李澤京平教授（国文学者）                                                                                       | 佐々木恭子 （フジテレビアナウンサー・最初と最後のナレーションのみ）                   | 「森田式占い」 今日の一位 己巳（つちのとみ）生まれの貴方 シベリア高気圧のように高望みしなければ吉         | 7.4%   |
| 42 | 9月7日（月）       | 「「俺、今日飲み過ぎ」の巻」 （A/mikoi）                           | 香取慎吾 （SMAP）                                                      | 第36回与野記念（GI） 埼玉 鉄馬場 14km                                                        | 与野記念10連覇の鉄人 岡山田豊（解説者）                                                                        | 塩原恒夫 （フジテレビアナウンサー、競馬中継実況担当）                                 | 「森田式占い」 今日の一位 甲子（きのえね）生まれの貴方 泥岩のような緻密さを心がければ吉                   |        |
| 42 | 9月7日（月）       | 「「俺、今日飲み過ぎ」の巻」 （A/mikoi）                           | 香取慎吾 （SMAP）                                                      | ボクらの筋肉 相川浩一×筋 一×嶋田泰次郎                                                       | 筋 一（すじ はじめ） （ボディビルダー・55）                                                                    | 相川浩一 （ボディビルダー・44） 嶋田泰次郎 （ボディビルダー・39）                     | 「森田式占い」 今日の一位 甲子（きのえね）生まれの貴方 泥岩のような緻密さを心がければ吉                   |        |
| 43 | 9月13日            | 「四十肩は2回くるの巻」 （R/itisn）                                | 奥田民生 （UNICORN）                                                   | トゥインクルレース 北区赤羽スプリント（JpnIII） 東京 鉄 12 km                                | 岡山田豊 （解説者/北区赤羽スプリント・レコードホルダー） 渡辺真男 （宇都宮線運転手）                           | 塩原恒夫 （フジテレビアナウンサー、競馬中継実況担当）                                 | 「森田式占い」 今日の一位 壬申（みずのえさる）生まれの貴方 巻雲のような高みを目指せば吉                   |        |
| 43 | 9月13日            | 「四十肩は2回くるの巻」 （R/itisn）                                | 奥田民生 （UNICORN）                                                   | 湯島テレビ 名曲アルバム                                                                      | 湯島オーケストラのティンパニー奏者                                                                             | 能町みね子 （ボディパーカッション）                                                   | 「森田式占い」 今日の一位 壬申（みずのえさる）生まれの貴方 巻雲のような高みを目指せば吉                   |        |
| 44 | 9月20日 （最終回） | 「最後のお客様の巻」 （U/rogog）                                   | 中居正広 （SMAP）                                                      | 世界音楽旅行 〜モロッコ〜                                                                    | タモリ | 不明                                                                                  | 「国際信号旗」                                                                                            | 10.6%  |
| 44 | 9月20日 （最終回） | 「最後のお客様の巻」 （U/rogog）                                   | 中居正広 （SMAP）                                                      | 始点・終点 わたらせ渓谷鐵道・間藤駅（栃木県日光市）                                          | ナレーター | -                                                                                     | 「国際信号旗」                                                                                            | 10.6%  |

## スタッフ

### 最終回時点
- 構成：樋口卓治、山内正之、酒井健作、くらなり、大井達朗
- 音楽：前山田健一
- イラスト：久保ミツロウ
- TP（テクニカルプロデューサー）：児玉洋（フジテレビ）
- TM（テクニカルマネージャー）：高瀬義美
- SW（スイッチャー）：岩田一巳
- CAM（カメラマン）：小出豊
- VE（ビデオエンジニア）：土井理沙
- AUD（オーディオ）：松原瑞貴
- 照明：八木原伸治
- 音響効果：松長芳樹
- 美術制作：井上明裕（フジテレビ）
- デザイン：安部彩（フジテレビ）
- 美術進行：矢野雄一郎
- 大道具：畠山茂
- アクリル装飾：森美男
- 装飾：高祖朋代
- 電飾：田上淳子
- 植木装飾：小久保孝志
- アレンジ：山寺由美
- 楽器：島津哲也
- 衣裳：浅見彰
- 持道具：西岡希実
- メイク：大高里絵（タモリ担当）
- CGプロデュース：久保田幸（フジテレビ）
- CGデザイン：木本禎子（フジテレビ）
- CGアニメーション：相馬揚介
- 編集：吉川豪・三沢祐大（共にIMAGICA）
- MA（マルチオーディオ）：山岸慎一郎
- 着物スタイリスト：江木良彦、伊藤佐智子、小田桐はるみ（全て宮沢りえ担当、週替り）
- 漢文指導：市原展治、伊藤剛一、原口大助
- 美術協力：藤木芳幸
- 衣装協力：きもの江木デザイン事務所、KAMURO、mannine
- 写真協力：アフロ
- 技術協力：ニユーテレス、fmt、IMAGICA、デジタルサーカス
- 制作協力：田辺エージェンシー
- リサーチ：下川悟（リベラス）
- TK（タイムキーパー）：海老澤廉子（TBG）
- デスク：吉岡沙織（フジテレビ）
- AP（アシスタントプロデューサー）：河合ちはる（フジテレビ）
- 編成：東園基臣[注 68]（フジテレビ）
- 広報：小中ももこ（フジテレビ）
- アシスタントディレクター：大野和幸、桂川壮平、松尾亮勲、中山和樹
- ディレクター：渡辺資（クラフト）、田村優介・萩原啓太・内田義之[注 69]（3名フジテレビ）
- プロデューサー：松本祐紀（フジテレビ）
- 演出：木月洋介（フジテレビ）[3]
- チーフプロデューサー：中嶋優一（フジテレビ）
- 制作：フジテレビバラエティ制作センター[3]
- 制作著作：フジテレビ

### 過去のスタッフ
- 構成：三木聡[注 70]
- 編成：夏野亮[注 70]・吉田寛生[注 71]（共にフジテレビ）
- ディレクター：遠藤達也[注 72]（ステイ）

## ネット局と放送時間
| 放送対象地域   | 放送局                    | 系列                                         | 放送曜日・放送時間                | ネット     | 備考                                         |
| -------------- | ------------------------- | -------------------------------------------- | --------------------------------- | ---------- | -------------------------------------------- |
| 関東広域圏     | フジテレビ（CX）          | フジテレビ系列                               | 日曜日 23:15 - 23:45              | 同時ネット | 『ヨルタモリ』制作局                         |
| 北海道         | 北海道文化放送（uhb）     | フジテレビ系列                               | 日曜日 23:15 - 23:45              | 同時ネット |                                              |
| 岩手県         | 岩手めんこいテレビ（mit） | フジテレビ系列                               | 日曜日 23:15 - 23:45              | 同時ネット |                                              |
| 宮城県         | 仙台放送（OX）            | フジテレビ系列                               | 日曜日 23:15 - 23:45              | 同時ネット |                                              |
| 秋田県         | 秋田テレビ（AKT）         | フジテレビ系列                               | 日曜日 23:15 - 23:45              | 同時ネット |                                              |
| 山形県         | さくらんぼテレビ（SAY）   | フジテレビ系列                               | 日曜日 23:15 - 23:45              | 同時ネット |                                              |
| 福島県         | 福島テレビ（FTV）         | フジテレビ系列                               | 日曜日 23:15 - 23:45              | 同時ネット |                                              |
| 新潟県         | 新潟総合テレビ（NST）     | フジテレビ系列                               | 日曜日 23:15 - 23:45              | 同時ネット |                                              |
| 長野県         | 長野放送（NBS）           | フジテレビ系列                               | 日曜日 23:15 - 23:45              | 同時ネット |                                              |
| 静岡県         | テレビ静岡（SUT）         | フジテレビ系列                               | 日曜日 23:15 - 23:45              | 同時ネット |                                              |
| 富山県         | 富山テレビ（BBT）         | フジテレビ系列                               | 日曜日 23:15 - 23:45              | 同時ネット |                                              |
| 石川県         | 石川テレビ（ITC）         | フジテレビ系列                               | 日曜日 23:15 - 23:45              | 同時ネット |                                              |
| 福井県         | 福井テレビ（FTB）         | フジテレビ系列                               | 日曜日 23:15 - 23:45              | 同時ネット |                                              |
| 中京広域圏     | 東海テレビ（THK）         | フジテレビ系列                               | 日曜日 23:15 - 23:45              | 同時ネット |                                              |
| 近畿広域圏     | 関西テレビ（KTV）         | フジテレビ系列                               | 日曜日 23:15 - 23:45              | 同時ネット |                                              |
| 島根県・鳥取県 | 山陰中央テレビ（TSK）     | フジテレビ系列                               | 日曜日 23:15 - 23:45              | 同時ネット |                                              |
| 岡山県・香川県 | 岡山放送（OHK）           | フジテレビ系列                               | 日曜日 23:15 - 23:45              | 同時ネット |                                              |
| 広島県         | テレビ新広島（TSS）       | フジテレビ系列                               | 日曜日 23:15 - 23:45              | 同時ネット |                                              |
| 愛媛県         | テレビ愛媛（EBC）         | フジテレビ系列                               | 日曜日 23:15 - 23:45              | 同時ネット |                                              |
| 高知県         | 高知さんさんテレビ（KSS） | フジテレビ系列                               | 日曜日 23:15 - 23:45              | 同時ネット |                                              |
| 福岡県         | テレビ西日本（TNC）       | フジテレビ系列                               | 日曜日 23:15 - 23:45              | 同時ネット |                                              |
| 佐賀県         | サガテレビ（STS）         | フジテレビ系列                               | 日曜日 23:15 - 23:45              | 同時ネット |                                              |
| 長崎県         | テレビ長崎（KTN）         | フジテレビ系列                               | 日曜日 23:15 - 23:45              | 同時ネット |                                              |
| 熊本県         | テレビ熊本（TKU）         | フジテレビ系列                               | 日曜日 23:15 - 23:45              | 同時ネット |                                              |
| 鹿児島県       | 鹿児島テレビ（KTS）       | フジテレビ系列                               | 日曜日 23:15 - 23:45              | 同時ネット |                                              |
| 沖縄県         | 沖縄テレビ（OTV）         | フジテレビ系列                               | 日曜日 23:15 - 23:45              | 同時ネット |                                              |
| 青森県         | 青森放送（RAB）           | 日本テレビ系列                               | 日曜日 0:50 - 1:20 （土曜日深夜） | 遅れネット | 2015年1月18日未明（17日深夜）放送開始        |
| 山梨県         | テレビ山梨（UTY）         | TBS系列                                      | 火曜日 1:33 - 2:03 （月曜日深夜） | 遅れネット | 2014年11月18日未明（17日深夜）放送開始       |
| 山口県         | テレビ山口（tys）         | TBS系列                                      | 火曜日 0:53 - 1:23 （月曜日深夜） | 遅れネット | 2015年3月31日未明（30日深夜）放送開始        |
| 宮崎県         | テレビ宮崎（UMK）         | フジテレビ系列 日本テレビ系列 テレビ朝日系列 | 土曜日 1:27 - 1:57 （金曜日深夜） | 遅れネット | 2015年3月まで月曜日0:50 - 1:20（日曜日深夜） |
| 大分県         | テレビ大分（TOS）         | フジテレビ系列 日本テレビ系列                | 不定期放送                        | 遅れネット | [ 注 74 ]                                    |